# Булл-Шолс (Арканзас)
Булл-Шолс (англ. Bull Shoals) — город, расположенный в округе Марион (штат Арканзас, США) с населением в 2000 человек по статистическим данным переписи 2000 года.

## География
По данным Бюро переписи населения США Булл-Шолс имеет общую площадь в 13,21 квадратных километров, из которых 12,95 кв. километров занимает земля и 0,26 кв. километров — вода. Площадь водных ресурсов округа составляет 1,97 % от всей его площади.
Город Булл-Шолс расположен на высоте 244 метра над уровнем моря.

## Демография
По данным переписи населения 2000 года в Булл-Шолсе проживало 2000 человек, 650 семей, насчитывалось 1014 домашних хозяйств и 1226 жилых домов. Средняя плотность населения составляла около 153,8 человек на один квадратный километр. Расовый состав Булл-Шолса по данным переписи распределился следующим образом: 98,05 % белых, 0,30 % — чёрных или афроамериканцев, 0,45 % — коренных американцев, 0,25 % — азиатов, 0,10 % — выходцев с тихоокеанских островов, 0,75 % — представителей смешанных рас, 0,10 % — других народностей. Испаноговорящие составили 1,05 % от всех жителей города.
Из 1014 домашних хозяйств в 11,6 % — воспитывали детей в возрасте до 18 лет, 57,4 % представляли собой совместно проживающие супружеские пары, в 5,1 % семей женщины проживали без мужей, 35,8 % не имели семей. 32,1 % от общего числа семей на момент переписи жили самостоятельно, при этом 20,9 % составили одинокие пожилые люди в возрасте 65 лет и старше. Средний размер домашнего хозяйства составил 1,96 человек, а средний размер семьи — 2,39 человек.
Население города по возрастному диапазону по данным переписи 2000 года распределилось следующим образом: 11,6 % — жители младше 18 лет, 4,2 % — между 18 и 24 годами, 16,1 % — от 25 до 44 лет, 30,0 % — от 45 до 64 лет и 38,3 % — в возрасте 65 лет и старше. Средний возраст жителей составил 59 лет. На каждые 100 женщин в Булл-Шолсе приходилось 91,8 мужчин, при этом на каждые сто женщин 18 лет и старше приходилось 90,2 мужчин также старше 18 лет.
Средний доход на одно домашнее хозяйство в городе составил 27 139 долларов США, а средний доход на одну семью — 34 219 долларов. При этом мужчины имели средний доход в 23 125 долларов США в год против 16 950 долларов среднегодового дохода у женщин. Доход на душу населения в городе составил 17 636 долларов в год. 9,1 % от всего числа семей в населённом пункте и 12,6 % от всей численности населения находилось на момент переписи населения за чертой бедности, при этом 27,2 % из них были моложе 18 лет и 9,3 % — в возрасте 65 лет и старше.